# Río Salaquí
 (avril 2014).
Le río Salaquí est une rivière de Colombie et un affluent du fleuve le río Atrato.

## Géographie
Le río Salaquí prend sa source sur le versant est de la serranía del Darién, dans le département du Chocó, près de la frontière panaméenne. Il coule ensuite vers l'est avant de rejoindre le río Atrato, au niveau de la municipalité de Riosucio.